# Panyindangan (Banjaran)
Panyindangan is een bestuurslaag in het regentschap Majalengka van de provincie West-Java, Indonesië. Panyindangan telt 747 inwoners (volkstelling 2010).